# 柚木家的四兄弟
《柚木家的四兄弟》是由藤澤志月創作的日本漫畫。作品自2018年8月起在小學館的少女漫畫雜誌《Betsucomi》上連載。截至2025年2月，本作已收錄19卷單行本。本作榮獲2021年第66屆小學館漫畫大賞少女部門。
改編動畫由朱夏製作，於2023年10月至12月播出。改編電視劇由NHK綜合頻道於2024年5月至7月播出。

## 劇情概要
柚木家四兄弟的父母意外離世，但性格不同的兄弟互相扶持、互相關懷，走過悲傷建立起充滿愛與溫暖的家庭。

## 登場人物
柚木隼（聲：岩崎諒太）
柚木四兄弟中的長男，二十三歲。海星大學附屬高中部的世界歷史老師。父母逝世後承擔起一家之主的責任，因為不想全家人再分開，所以拒絕了親戚將岳寄養的提議。剛接任班導又要照顧三個弟弟所以總是很累，為了讓弟弟們每天都可以吃到豐盛的飯菜常常練習。總是很溫柔，但牽扯到學業問題就會變得很嚴肅。
喜歡的顏色是藏青色，喜歡的食物是咖哩，喜歡的動物是狗，喜歡的電視節目是韓劇。
柚木尊（聲：戶谷菊之介／日向未南（童年））
柚木四兄弟中的次男，十三歲。海星大學附屬國中部一年二班。
性格穩重，因此隼相當信任他。跟湊長相相似，但湊頭上有一根呆毛，比湊大11個月，身高也比湊高一個頭，兩人一直就讀同年級，小時候也會對於湊總是吸引爸媽的目光還有弄壞他的東西而感到不滿，但後來經過隼的開導，覺得湊對他的排斥都是因為憧憬所產生的扭曲的愛，進而「涅槃」到極度弟控的境界，經常跟在湊身後收拾爛攤子，連湊呼吸都覺得可愛，就算湊不呼吸了，也會繼續愛他。不過會因為岳被拉回到凡間，因為湊也是個弟控，所以會對岳產生嫉妒的情緒。
長相清秀帥氣，成績優異，是校內幾乎所有女學生的憧憬對象，在男學生眼中則是不好接近且神秘的形象。
喜歡的顏色是藍色系，喜歡的食物是醬汁煮魚，喜歡的動物是貓，喜歡的電視節目是某個用擬人化的方式介紹植物生態的節目。
柚木湊（聲：櫻井美雪）
柚木四兄弟中的三男，十二歲。海星大學附屬國中部一年五班。跟宇多和悠真是同班同學兼好友。
家中性格最活潑的人，十分孩子氣，在隼眼中是個常常惹禍的弟弟，其實內心很想要幫忙哥哥，但常常幫倒忙。對尊十分彆扭，不願稱他為哥哥。雖然跟尊長得幾乎一模一樣，但在大家眼中只是一個普通人的存在，並不屬於帥哥。對岳是個弟控，常常緊緊抱著他磨蹭。
出生時發育不良，因而從小常常生病或著涼。
和霧島宇多互稱為最要好的摯友，實際上是互相喜歡的狀態，但兩人由於年齡不足、性格偏幼稚，沒察覺這就是愛情，兩人的好友二階堂與性格老成的哥哥尊選擇不道破，默默守望兩人。
喜歡的顏色是黃色或粉色等暖色系，喜歡的食物是漢堡排，喜歡的動物是鳥和恐龍，喜歡的電視節目是人氣少年漫類型的動畫。
柚木岳（聲：寺澤百花）
柚木四兄弟中的四男，六歲。就讀星崎市立光之原小學一年級，跟和歌是同班同學。
喜歡歷史古裝劇和將棋。很可靠、成熟的小孩。
在隼眼裡像是一家之主；在湊的眼裡是天使；在尊的眼裡是既幼小又惹人憐愛的弟弟，同時也是強烈牽動著情緒的競爭對手（因為湊非常喜歡岳）。
跟霧島家的虎次郎爺爺是忘年之交，視其為最好的朋友。
喜歡的顏色是綠色，喜歡的食物是生魚片（特別是竹莢魚），喜歡的動物是鳥，喜歡的電視節目是隱居老人遊歷各國伸張正義的除惡時代劇。
霧島宇多（聲：松岡美里）
柚木家的鄰居，海星大學附屬國中部一年五班。頭腦簡單、不會在意細節性格且開朗的女孩，湊最要好的摯友，非常擅長空手道。
曾被三班的森田同學表白，糊裡糊塗成為其女友（即使根本不認識對方），但後來發現對方喜歡的根本不是真正的自己，所以提出分手。
喜歡的顏色是黃色，喜歡的食物是所有的肉類，喜歡的動物是蜥蜴。
霧島和歌（聲：唯野朱里）
宇多的弟弟，就讀星崎市立光之原小學一年級，岳的好友兼同學。
不擅長運動，有些天然呆，個性溫和善良、意外地成熟的小孩。
霧島咲（聲：M·A·O）
女警，因丈夫多次出軌所以離婚，帶著宇多與和歌回到娘家並改姓。
個性天真浪漫且有大姐氣概。
霧島虎次郎（聲：立木文彥）
咲的爸爸，宇多與和歌的祖父，岳的知心好友。
在柚木家父母去世後一直想著想幫助柚木一家，後暫時收留因隼在學校睡過頭而被鎖在門外的岳，兩人進而成為忘年之交，後主動提出讓岳在隼回家前先寄放在霧島家。
個性沈默寡言。
二階堂悠真（聲：國府咲月）
尊和湊和宇多的好友，頭腦聰明，總是很冷靜。
因為從小就特別聰明，總是遭受到異樣眼光，直到遇見湊和宇多，並成為了好友。
秋山老師 （秋山 先生，聲：市來光弘）                        隼的同事，常常幫助他並給他建議。
花崗老師  （花崗 先生，聲：藤田曜子）                  隼的同事，曾經將因幫忙隱瞞湊翹課之事而被班導和數學老師責備的宇多解救出來並送回家。

## 電視動畫

### 主題曲
片頭曲
作詞：，作曲：酒井一誠、編曲：海嘯航平，主唱：凡人譜
片尾曲
作詞、作曲:トミタカズキ，編曲：ZENTA，主唱：久保

### 各話標題
| 話數   | 日文標題 | 中文標題       | 劇本     | 分鏡     | 演出     | 作畫監督                                         | 首播日期       |
| ------ | -------- | -------------- | -------- | -------- | -------- | ------------------------------------------------ | -------------- |
| 第1話  |          | 柚木一家       | 本鄉滿   | 本鄉滿   | 本鄉滿   | 西川繪奈、尾井久郎                               | 2023年 10月5日 |
| 第2話  |          | 湊與尊         | 川崎芳樹 | 川崎芳樹 | 川崎芳樹 | 玉置敬子、太田里香                               | 10月12日       |
| 第3話  |          | 岳很為難       | 本鄉滿   | 本鄉滿   | 本鄉滿   | 川村敏江                                         | 10月19日       |
| 第4話  |          | 隼的幸福       | 川崎芳樹 | 川崎芳樹 | 川崎芳樹 | 西川繪奈、尾井久郎 太田里香、足立明日美 桐山染利 | 10月26日       |
| 第5話  |          | 宇多的戀愛     | 本鄉滿   | 本鄉滿   | 鈴木薰   | 玉置敬子、塚本步                                 | 11月2日        |
| 第6話  |          | 宇多的戀情發展 | 川崎芳樹 | 川崎芳樹 | 川崎芳樹 | 川村敏江、西川繪奈                               | 11月9日        |
| 第7話  |          | 湊的相遇       | 本鄉滿   | 本鄉滿   | 本鄉滿   | 西川繪奈、尾井久郎                               | 11月16日       |
| 第8話  |          | 岳的秘密       | 川崎芳樹 | 川崎芳樹 | 川崎芳樹 | 塚本步、玉置敬子 太田里香、田中織枝              | 11月23日       |
| 第9話  |          | 教學參觀       | 川崎芳樹 | 川崎芳樹 | 川崎芳樹 | 川村敏江                                         | 11月30日       |
| 第10話 |          | 尊和弟弟       | 川崎芳樹 | 川崎芳樹 | 鈴木薰   | 西川繪奈、尾井久郎、太田里香                     | 12月7日        |
| 第11話 |          | 隼感冒了       | 本鄉滿   | 本鄉滿   | 本鄉滿   | 玉置敬子、塚本步 田中織枝、太田里香 狩野都       | 12月14日       |
| 第12話 |          | 四兄弟的一天   | 川崎芳樹 | 川崎芳樹 | 川崎芳樹 | 川村敏江                                         | 12月21日       |

## 出版商品

### 漫畫
| 卷數 | 日本           | 日本                   | 臺灣地區      | 臺灣地區               |
| 卷數 | 發售日期       | ISBN                   | 發售日期      | ISBN                   |
| ---- | -------------- | ---------------------- | ------------- | ---------------------- |
| 1    | 2018年12月26日 | ISBN 978-4-09-870238-1 | 2025年4月18日 | ISBN 978-6-26-403774-7 |
| 2    | 2019年4月26日  | ISBN 978-4-09-870440-8 |               |                        |
| 3    | 2019年7月26日  | ISBN 978-4-09-870521-4 |               |                        |
| 4    | 2019年10月25日 | ISBN 978-4-09-870634-1 |               |                        |
| 5    | 2020年2月26日  | ISBN 978-4-09-870756-0 |               |                        |
| 6    | 2020年6月26日  | ISBN 978-4-09-870874-1 |               |                        |
| 7    | 2020年9月25日  | ISBN 978-4-09-871146-8 |               |                        |
| 8    | 2021年2月25日  | ISBN 978-4-09-871237-3 |               |                        |
| 9    | 2021年7月26日  | ISBN 978-4-09-871304-2 |               |                        |
| 10   | 2022年1月26日  | ISBN 978-4-09-871567-1 |               |                        |
| 11   | 2022年5月26日  | ISBN 978-4-09-871662-3 |               |                        |
| 12   | 2022年9月26日  | ISBN 978-4-09-871706-4 |               |                        |
| 13   | 2023年1月26日  | ISBN 978-4-09-871865-8 |               |                        |
| 14   | 2023年5月25日  | ISBN 978-4-09-872097-2 |               |                        |
| 15   | 2023年9月26日  | ISBN 978-4-09-872237-2 |               |                        |
| 16   | 2023年12月26日 | ISBN 978-4-09-872375-1 |               |                        |
| 17   | 2024年5月24日  | ISBN 978-4-09-872580-9 |               |                        |
| 18   | 2024年9月26日  | ISBN 978-4-09-872665-3 |               |                        |
| 19   | 2025年2月26日  | ISBN 978-4-09-872887-9 |               |                        |
| 20   | 2025年6月26日  | ISBN 978-4-09-873060-5 |               |                        |

### 小說
| 卷數 | 日本          | 日本                   |
| 卷數 | 發售日期      | ISBN                   |
| ---- | ------------- | ---------------------- |
| 1    | 2023年10月5日 | ISBN 978-4-09-231468-9 |
| 2    | 2023年10月5日 | ISBN 978-4-09-231469-6 |

### BD／DVD
| 卷數 | 發售日期      | 收錄話數      | 規格編號     | 規格編號     |
| 卷數 | 發售日期      | 收錄話數      | BD           | DVD          |
| ---- | ------------- | ------------- | ------------ | ------------ |
| 上   | 2024年2月16日 | 第1話－第6話  | EYXA-14208/9 | EYBA-14206/7 |
| 下   | 2024年2月16日 | 第7話－第12話 | EYXA-14212/3 | EYBA-14210/1 |

## 電視劇
改編電視劇於2024年5月28日至7月18日於NHK綜合頻道「夜Drama」時段（每週一至每週四 22:45 - 23:00）播出。由藤原大祐主演。

### 登場人物（電視劇）

#### 柚木家
- 柚木準：藤原大祐
- 柚木尊：大野遙斗
- 柚木湊：山口暖人
- 柚木岳：永瀬矢紘

#### 霧島家
- 霧島咲：臼田麻美
- 霧島宇多：泉有乃
- 霧島和歌：七瀨瑠斗
- 霧島虎次郎：尾形一成（在第12集也同時飾演霧島龍次郎）

#### 四兄弟的雙親
- 柚木春一：杉浦太陽
- 柚木千惠子：山口紗彌加

#### 四兄弟周邊人物
- 宮本大樹：前田旺志郎

隼的青梅竹馬。
- 柚木夏次郎：中島步

父親那邊的叔父。
- 柚木朱鷺子：菊池明明

夏次郎的妻子。
- 柚木勲：平田滿

父親那邊的祖父。

#### 隼的同事
- 矢代幡駿：森永悠希
- 花岡真弓：清水久留美
- 秋山健太：Attack西本
- 近江普一：齋藤陽一郎

### 製作團隊（電視劇）
- 原作：藤澤志月《柚木家的四兄弟》
- 劇本：荒井修子
- 配樂：王舟
- 導演：瀨田夏希、伊野部陽平、玉澤恭平、菊池俊次
- 監製：三本千晶（TELEPACK）、樋渡典英（NHK ENTERPRISES）、渡邊悟（NHK）
- 製作人：北林督世（TELEPACK）

### 備註
1. ↑  原訂於5月27日起首播，因北朝鮮發射「疑似導彈」物體之緊急新聞，變更於隔日首播。

## 外部連結
漫畫
- 『柚木さんちの四兄弟。』 藤沢志月 | ベツコミ｜小学館

電視動畫
- 電視動畫《柚木家的四兄弟》的官方網站
- 電視動畫《柚木家的四兄弟》的X（前Twitter）

電視劇
- 電視劇《柚木家的四兄弟》的官方網站 - NHK